# L'insegna di Gersaint
L'insegna di Gersaint, in francese L'Enseigne de Gersaint, è un dipinto eseguito in pochi giorni nell'autunno del 1720 da Antoine Watteau, dopo il ritorno dal Regno Unito e qualche tempo prima della morte. Per questo è considerato il suo ultimo capolavoro.
Il quadro, di grandi dimensioni, era destinato ad essere l'insegna pubblicitaria dell'attività di Edme-François Gersaint, mercante d'arte amico del pittore, il cui negozio si trovava a Parigi sul Pont Notre-Dame. L'esposizione dell'insegna per quindici giorni suscitò l'ammirazione di tutta la città, e contribuì più alla fama dell'artista che alla pubblicità del negozio.

## Storia

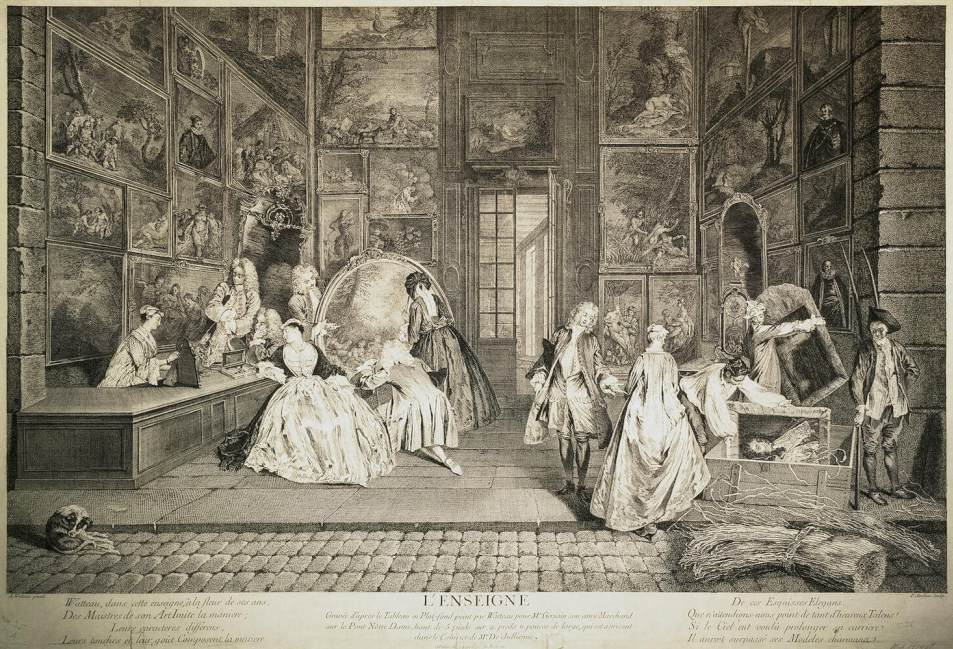
L'insegna di Gersaint, incisione di Pierre-Alexandre Aveline, 1732, Ermitage

Dopo il suo ritorno di Inghilterra, Watteau nel 1720 dipinse L’enseigne per l'amico Gersaint, che aveva sposato una delle figlie del suo primo mercante d'arte. Lo stesso Gersaint nel 1744 riferì le circostanze in cui il quadro era stato concepito, e in particolare riportò la frase pronunciata dal pittore, che aveva dichiarato di volersi "sgranchire le dita" con quel dipinto. Il quadro rimase esposto soltanto quindici giorni, acquistato dopo poco tempo da un certo Claude Glucq; in seguito passò a Jean de Jullienne, il mecenate di Watteau, che fece incidere tutta l'opera dell'artista.
Un'incisione del 1732 tratta da una piccola copia di Pater attrasse l'attenzione di Federico II di Prussia, che acquistò il dipinto nel 1748. All'epoca il quadro era stato diviso in due parti separate. Da allora rimase in Prussia ed è ora esposto presso la collezione custodita al Castello di Charlottenburg di Berlino.
L'idea di Watteau, in cerca di pubblicità dopo una lunga assenza da Parigi, fece scuola: il giovane Chardin qualche anno dopo ne seguì l'esempio dipingendo l'insegna di un chirurgo.

## Descrizione

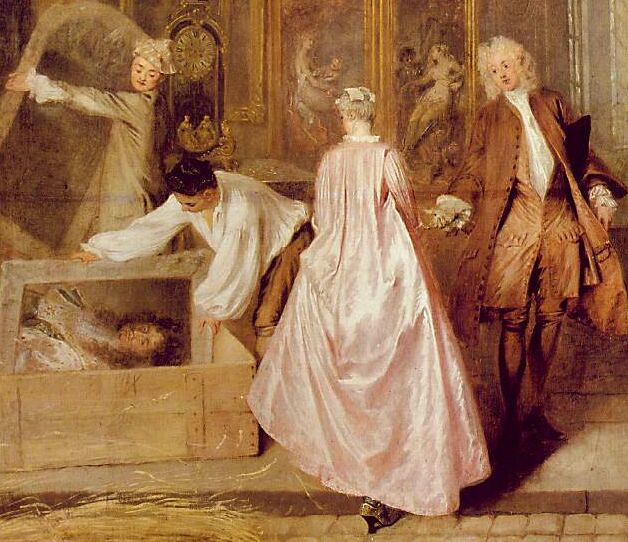
L'insegna di Gersaint, particolare

Il quadro era stato dipinto in origine su di una sola tela, in seguito divisa in due parti; gli studiosi ritengono che sia la forma sia le parti scenografiche originali del dipinto siano state modificate più tardi da altre mani, forse a causa della ricostruzione della facciata del negozio di Gersaint.

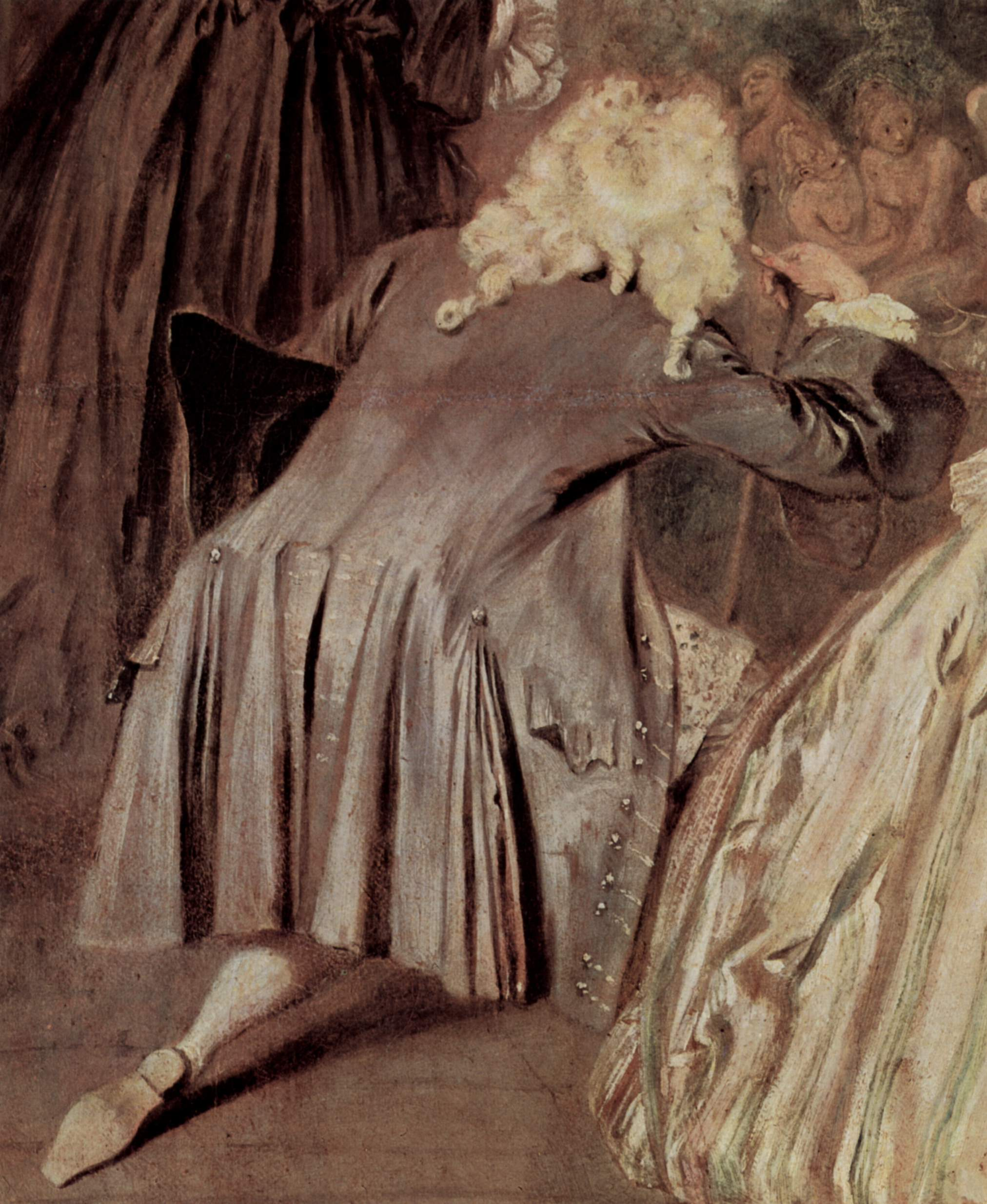
L'insegna di Gersaint, particolare

Il dipinto di Watteau ritrae clienti e personale del negozio di Gersaint visti dalla strada che è ritratta in primo piano. Nel dipinto risultano accresciute le dimensioni del piccolo negozio, posto sul medievale Pont Notre-Dame nel cuore di Parigi, in cui Gersaint insieme creava e seguiva le mode procurando opere d'arte e oggetti di lusso alla clientela aristocratica. Sul fondo si apre una porta di vetro. Sulla sinistra un lavorante impacchetta (o spacchetta) un ritratto di Luigi XIV, al centro un giovane offre la mano alla dama che sta entrando, avvolta in un'elegante robe à la française di seta rosa. Sulla destra una coppia ritratta di spalle esamina un dipinto, mentre una giovane commessa, forse la moglie di Gersaint, mostra un quadro ad un gruppetto di giovani elegantemente vestiti.
Il dipinto, ritraendo l'interno di un negozio con le attività ordinarie che vi si svolgono, propone una scena di vita quotidiana, un soggetto insolito per l'epoca, che anticipa i "grandi osservatori della vita parigina del secolo successivo: Daumier, Manet o Degas".

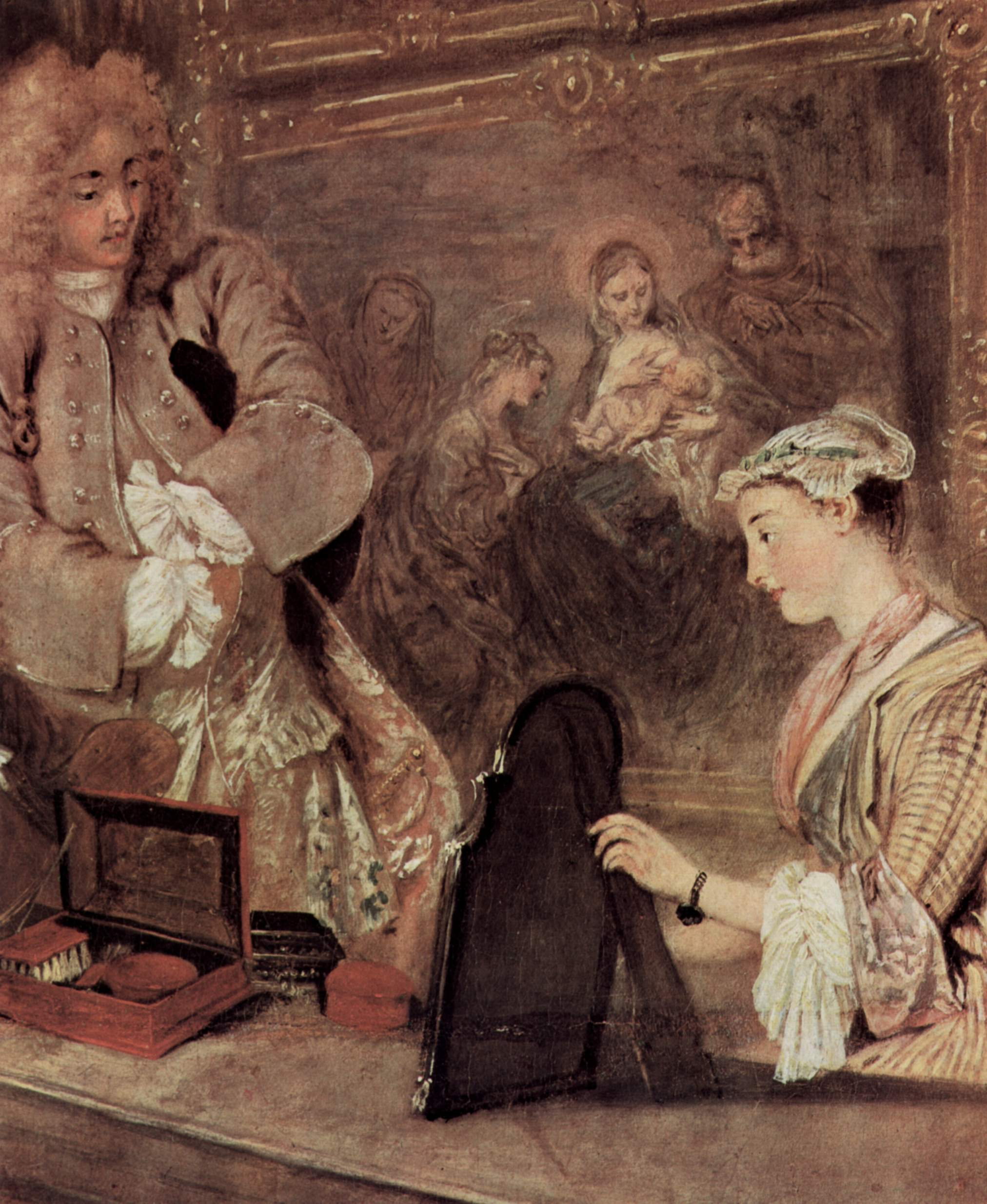
L'insegna di Gersaint, particolare

Sulle pareti del negozio sono appesi quadri in stile barocco, che non riproducono opere esistenti ma riprendono iconografie riconoscibili: da sinistra a destra un ritratto del re Filippo IV di Spagna, Venere e Amore, Venere e Marte, un satiro che rincorre una ninfa, una natura morta, un monaco in preghiera, un giullare,  un sileno ubriaco, una Leda con il cigno, una Sacra Famiglia e un paesaggio. La disposizione dei quadri richiama quella utilizzata nelle gallerie del secolo precedente, da poco concluso, in cui "il sistema espositivo en tapisserie, cioè con le tele appese dal soffitto al pavimento, favoriva in realtà una visione generalmente collettiva e d'insieme delle opere e l'ostentazione della ricchezza delle cornici e della quantità delle pitture offriva al pubblico ammesso nelle sale una prova di superiorità culturale e sociale".

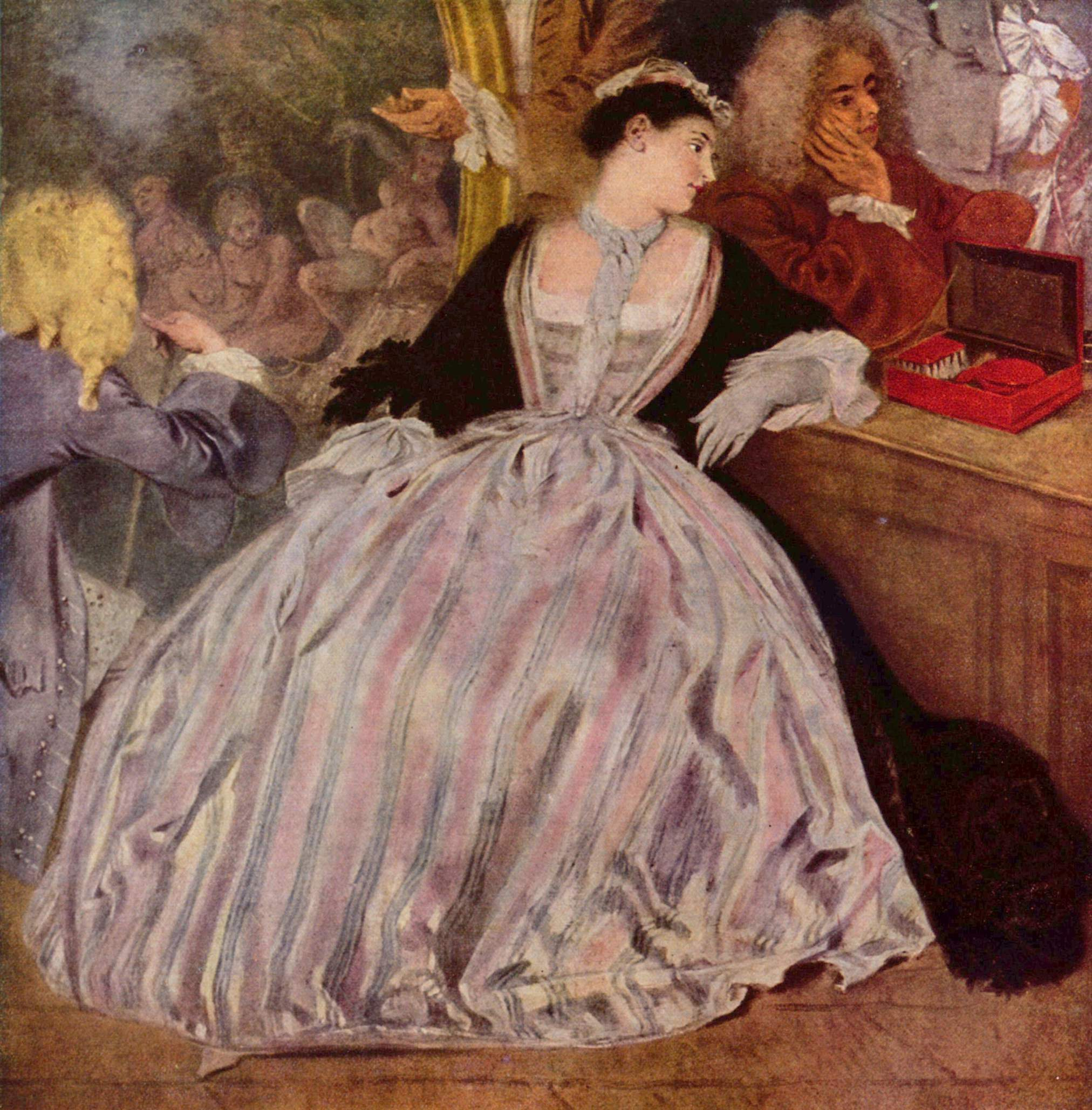
L'insegna di Gersaint, particolare

Anche l'ambientazione richiama le gallerie dell'epoca: "gli inventari topografici delle gallerie del Seicento e del Settecento indicano sovente l'esistenza di seggiole o di poltrone accostate alle pareti: una presenza certo funzionale per dare sollievo alla fatica fisica della visita, ma tale da consentire anche un più comodo dialogo tra il pubblico sull'opera d'arte". In particolare, infatti, "nella città del Settecento lo spettatore era coinvolto in pratiche che non erano più soltanto di contemplazione, ma anche di partecipazione, che implicavano una serie di esercizi del corpo e della mente in spazi sempre più specializzati allo scopo".
Sia per il soggetto che per le alterne vicende, L'Enseigne de Gersaint illustra l'importanza della diffusione dell'arte nel periodo dell'Illuminismo. Infatti "la celeberrima insegna del negozio dipinta da Watteau è ormai considerata il simbolo dei nuovi destini dell'arte nel XVIII secolo quando un 'pubblico privato' si impose con una committenza alternativa a quella delle istituzioni". All'epoca infatti "le gerarchie sociali, che conservavano codici forse meno rigidi rispetto al secolo precedente ma certamente ben definiti, si sfumano, benché in modo effimero, all'interno di quella 'distinzione intellettuale' dell'uomo di mondo che aveva sostituito i valori delle corti".

## Significato dell'opera
Le opere d'arte che appaiono esposte, del dipinto, sono riconducibili al concetto di una velata critica dell'alta società. Il giovane che offre la sua mano alla donna in rosa è contrapposto a una serie di nudi femminili, mentre le figure puritane nei ritratti a sinistra sembrano guardare in disapprovazione. Nel lato destro, numerose immagini di orge e figure nude, come se l'arte esprimesse i sentimenti lussuriosi delle figure signorili presenti nel negozio, le quali, da parte loro, si limitano a guardarsi l'un l'altro o si esprimono in educatissimi gesti di intimità.
Comunemente, il dipinto è interpretato come un commento sulla cultura aristocratica in special modo al tempo del governo del licenzioso reggente Filippo II, Duca d'Orléans (1715-1723), dopo la morte di Luigi XIV e prima della salita al trono di Luigi XV. Il porre in una scatola il ritratto (di Pierre Mignard) del re defunto può quindi indicare metaforicamente la fine dei fasti del vecchio regime.
Le figure centrali del quadro esemplificano la natura estetizzata con le acconciature e con i vestiti eleganti, mentre gli operai sulla destra offrono variazioni della natura umana; il cane ispirato a Rubens infine rammenta all'osservatore la persistenza della natura ai margini della civiltà urbana.